# Eneko Eizmendi Blanco
Eneko Eizmendi Blanco (Beasain, País Basc, 10 de juny de 1990) és un futbolista basc que juga com a extrem dret a la SD Gernika.

## Carrera esportiva
Eizmendi es va formar al planter de la Reial Societat, jugant tres temporades a la Reial Societat "B". Després d'un any de cessió al CD Guijuelo, va marxar al filial del Reial Betis el 2012. El 2014 va signar pel CD Toledo, on va aconseguir vuit gols. A la campanya següent, ja al Real Unión, va aconseguir els nou gols.
El juliol de 2016 va signar per l'Albacete Balompié, encara que a meitat de temporada va ser cedit al Pontevedra. Al gener de 2018, després de sis mesos a l'UCAM Múrcia, va tornar al Real Unión.
A l'octubre de 2020 va signar per l'Haro Deportivo. Tres mesos després, va rescindir el seu contracte amb el club de La Rioja i es va incorporar al Club Portugalete. El juliol de 2021 va marxar al Gernika Club.

## Vida personal
És germà bessó del futbolista Alain Eizmendi, amb qui va coincidir al planter de la Reial Societat i al Real Unión. A més, és nebot de l'exfutbolista i entrenador José Ramón Eizmendi.